# Sistotrema raduloides
Sistotrema raduloides é uma espécie de fungo pertence à família Hydnaceae.